# I Am the Best
"I Am the Best" (tiếng Hàn Quốc: 내가 제일 잘 나가) là một bài hát của nhóm nhạc nữ Hàn Quốc 2NE1, được phát hành ngày 24 tháng 6 năm 2011 dưới dạng đĩa đơn cho 2NE1 2nd Mini Album. Ca khúc ngay khi ra mắt đã chiếm giữ vị trí đầu bảng xếp hạng kỹ thuật số của GAON và bản hit này 3 năm vẫn chưa hạ nhiệt.
Bài hát được sản xuất bởi nhà sản xuất chính của YG Entertainment, Teddy Park. Nó được mô tả như một ca khúc hip hop điện tử tương tự như đĩa đơn đầu tay của 2NE1 "Fire". Phong cách của bài hát được cho là quen thuộc với giới trẻ đã quen với văn hóa clubbing.
Teaser đầu tiên của bài hát được phát hành vào ngày 19 tháng 6 năm 2011 với sự tham gia của trưởng nhóm 2NE1, CL. Teaser được đăng tải thông qua YG-Life cùng với tác phẩm nghệ thuật chính thức của bài hát. YG Entertainment cũng tiết lộ rằng họ sẽ phát hành một đoạn 10 giây của bài hát mỗi ngày cho đến khi phát hành toàn bộ ca khúc vào ngày 24 tháng 6.
Vào ngày 11 tháng 12 năm 2014, Capitol Records đã thay thế YG Entertainment để phân phối "I Am the Best" tại thị trường Hoa Kỳ. hát sau đó đã ảnh hưởng đến các radio Dance, Mainstream và Rhythmic ở Mỹ cùng ngày.
Sau ba ngày trì hoãn phát hành theo kế hoạch, video âm nhạc của bài hát được công chiếu trên kênh YouTube chính thức của 2NE1 vào ngày 27 tháng 6 năm 2011. Nó được đạo diễn bởi Seo Hyun Seung, người cũng đạo diễn các video âm nhạc trước đây của họ như "Fire", "Try to Follow Me" và "Can't Nobody".
Sau khi video được phát hành và nhận được những màn trình diễn tích cực,nhóm đã công bố một cuộc thi Dance Competition nơi người hâm mộ cố gắng vũ đạo và đăng nó lên mạng, và các thành viên của 2NE1 sẽ chọn người chiến thắng. chiến thắng là một đoàn múa toàn nữ đến từ Việt Nam có tên L.Y.N.T.
Vào ngày 6 tháng 10 năm 2014, video âm nhạc đã vượt qua mốc 100 triệu lượt xem trên YouTube và trở thành video âm nhạc K-pop thứ tám làm được điều đó.

## Bối cảnh và sáng tác
Để quảng bá đĩa mở rộng mới của nhóm nhac nữ 2NE1, YG Entertainment phát hành một đĩa đơn ba tuần một lần bắt đầu từ ngày 21 tháng 4 năm 2011, để quảng bá tất cả sáu bài hát trong EP. "Don't Cry" (một đĩa đơn solo của thành viên nhóm Park Bom) và "Lonely" là hai đĩa đơn đầu tiên và cả hai đều đạt vị trí số một trên bảng xếp hạng Gaon Digital Chart Hàn Quốc. YG đã phát hành "I Am the Best" cho dịch vụ tải xuống kỹ thuật số và phát trực tuyến là đĩa đơn thứ ba vào ngày 24 tháng 6. Trong một thông cáo báo chí, YG thông báo rằng đây là một bài hát "dữ dội" kết hợp nhạc điện tử và hip hop, thu hút giới trẻ là một phần của văn hóa câu lạc bộ.
Cộng tác viên của YG Entertainment Teddy Park, người đã sản xuất hầu hết các sản phẩm trước đây của 2NE1, đã viết và sản xuất "I Am the Best". Lee Kyung-joon thiết kế track nhạc, được trộn bởi Jason Robert. Phiên bản tiếng Nhật của bài hát lần đầu tiên được cung cấp để tải xuống qua Recochoku vào ngày 20 tháng 7 năm 2011, và sau đó được đưa vào ấn bản tiếng Nhật của EP (Nolza) vào ngày 21 tháng 9 nhân dịp ra mắt của nhóm tại trong nước. Trước khi phát hành album phòng thu đầu tiên của CL Alpha vào năm 2021, cô tổ chức một sự kiện đếm ngược trực tiếp và chơi một số đoạn phiên bản chưa phát hành của các bài hát của cả cô và 2NE1, đồng thời tiết lộ rằng "I Am the Best" ban đầu có sự góp mặt của ca sĩ người Canada Justin Bieber.
"I Am the Best" dài 3 phút 28 giây. Nó kết hợp một loạt các phong cách âm nhạc (điện tử, electro house, hip-hop, nhịp điệu châu Phi và reggae), các synthesizer, Trung Đông lấy cảm hứng từ dây trong tám giữa của bài hát, và những bài thánh ca. Các nhà phê bình mô tả thể loại này là electro house và electropop. Tim Chan từ Rolling Stone ghi nhận khả năng kết nối các nền văn hóa và thể loại của bài hát, "dệt một cách vinh quang dòng nhạc tổng hợp Trung Đông vào giữa một bản nhạc electro-pop hào nhoáng." Giáo sư xã hội học John Lie nêu bật bài hát như một ví dụ về sự đổi mới trong công thức của K-pop, lưu ý rằng nó "làm thay đổi một cách tinh vi tính thẩm mỹ và đặc tính của K-pop" bằng cách kết hợp nhiều ảnh hưởng khác nhau. Bài hát được công nhận là một bài ca trao quyền, với lời bài hát xoay quanh chủ đề về sự tự tin và lòng tự tôn.

## Đánh giá
| Bảng xếp hạng (2011)                 | Vị trí cao nhất |
| ------------------------------------ | --------------- |
| Hàn Quốc (Bảng xếp hạng kỹ thuật số) | 1               |
| Hàn Quốc (Billboard K-Pop Hot 100)   | 1               |